# 22 Vulpeculae
22 Vulpeculae, som är stjärnans Flamsteed-beteckning, är en dubbelstjärna belägen i den södra delen av stjärnbilden Räven. som också har variabelbeteckningen QS Vulpeculae. Den har en kombinerad skenbar magnitud på ca 5,18 och är svagt synlig för blotta ögat där ljusföroreningar ej förekommer. Baserat på parallaxmätning inom Hipparcosuppdraget på ca 1,7 mas, beräknas den befinna sig på ett avstånd på ca 1 900 ljusår (ca 600 parsek) från solen. Den rör sig närmare solen med en heliocentrisk radialhastighet av ca -23 km/s.

## Egenskaper
Primärstjärnan 22 Vulpeculae A är en gul ljusstark jättestjärna av spektralklass G2 II.  Den har en massa som är ca 5 solmassor, en radie som är ca 77 solradier och utsänder ca 67 gånger mera energi än solen från dess fotosfär vid en effektiv temperatur på ca 4 700 K.
22 Vulpeculae är en förmörkelsevariabel av Algol-typ (EA) med magnitud 5,15 och amplituden 0,12 med perioden 249,083 dygn.
22 Vulpeculae är en dubbelstjärna med en omloppsperiod på 0,68 år i vad som antas vara en cirkulär bana. Följeslagare är en stjärna i huvudserien av spektralklass B8.5 V, som har en massa som är ca 3,4 solmassor, en radie som är ca 3,3 solradier och en effektiv temperatur på ca 10 900 K.